# Алимов Олександр Миколайович
Олександр Миколайович Алимов (30 вересня 1923 — 5 квітня 2023) — український вчений-економіст, доктор економічних наук, професор, академік НАН України, Заслужений діяч науки і техніки України (1998), лауреат Державної премії України в галузі науки і техніки (2009), академік Академії екологічних наук України (1992), академік Академії економічних наук.

## Життєпис
Народився 30 вересня 1923 року в м. Донецьку у родині шахтаря. На молоді роки Олександра Миколайовича випала важка доля учасника війни, де він пройшов бойовий шлях від командира взводу до командира 118-го мінометного полку 43-ї армії . Дослужився до звання майора.
Після війни навчався у Всесоюзному заочному фінансовому інституті (м. Москва), який закінчив у 1953 році. Після закінчення аспірантури Московського гірничого інституту захистив кандидатську дисертацію.
З 1957 р. працював у Донецькому науково-дослідному вугільному інституті начальником сектору і відділу.
У 1965 році захистив докторську дисертацію за спеціальністю «Економіка, організація та планування промисловості». У вересні 1966 р. йому було присуджено звання професора.
В 1965 стає директором-організатором Інституту економіко-промислових досліджень у складі Донецького наукового центру АН УРСР, де створив наукову школу. Під його керівництвом Донецьке відділення Інституту економіки за короткий час стало центром економічної думки в Донбасі, і в 1967 році було перетворене в Інститут економіки промисловості АН УРСР.
В 1973 році О. М. Алимов стає головою Ради по вивченню продуктивних сил України (1973—1984). Одночасно він очолював Наукову раду з проблем науково-технічного і соціально-економічного прогнозування при Президії АН УРСР і Держплані УРСР.
В 1984 році очолив науковий відділ промислового потенціалу Інституту економіки АН УРСР.
З січня 2004 року — заввідділу міжгалузевих пропорцій і промислового потенціалу Об'єднаного інституту економіки НАН України України.

## Наукові досягнення
Працюючи головою Ради по вивченню продуктивних сил України (1973—1984), Олександр Миколайович займався дослідженнями, пов'язаними з оцінкою і прогнозуванням темпів і пропорцій розвитку і розміщення продуктивних сил по території країни у взаємозв'язку з охороною навколишнього середовища. Також О. М. Алимов досліджував проблему розвитку ядерної енергетики і раціонального розміщення енергетичних об'єктів як з погляду народногосподарської ефективності, так і з позицій обліку комплексу природних факторів, займався проблемою використання природних ресурсів Поліської низовини у зв'язку із проведеними великомасштабними осушувальними роботами.
В 1976—1980 роках брав участь в розробці концепції охорони й раціонального використання земельних, водних і лісових ресурсів. Була проведена оцінка ефективності широкомасштабної меліорації земель і боротьби з ерозією ґрунтів, техніко-економічне й екологічне обґрунтування будівництва комплексу Дунай-Дніпро, більш ефективного використання малих рік, переходу промислових підприємств на безвідходні й маловідходні технології. Було підготовлене унікальне видання «Атлас природних умов і природних ресурсів Української РСР».
Нагороджений 7 орденами, 19 медалями. Підготував 25 кандидатів та 7 докторів наук. Автор понад 550 наукових праць, серед них 9 індивідуальних монографій.

## Основні праці
- Алымов А. Н. Экономическое и социальное развитие Киева.1976-1980 // редкол.: Алымов А. Н., Веклич В. Ф. и др. — К. : Наукова думка, 1977. — 604 с. В соавторстве.
- Алымов А. Н. Экономическое и социальное развитие Киева: основные направления. 1981—1990 / редкол.: Алымов А. Н., Веклич В. Ф. и др. — К. : Наукова думка, 1982. — 533 с. В соавторстве.
- Концептуальные положения формирования новой промышленной доктрины: Науч. докл. / А. Н. Алымов, В. Н. Емченко, С. А. Ерохин; Ин-т экономики НАН Украины. — К., 2002. — 68 c. — Библиогр.: с. 64-65.
- Конкурентоспособность национальной экономики / А. Н. Алымов, В. Н. Емченко НАН Украины. Ин-т экономики. — К., 2001. — 57 c. — (Препр.). — Библиогр.: 10 назв. — рус.
- Рыночные трансформации в переходной экономике / А. Н. Алымов, Н. П. Гончарова, М. К. Михно, В. В. Лобанов, Н. И. Норицына, М. В. Кузьмина, О. А. Швиданенко; НАН Украины. Ин-т экономики. — К., 1998. — 229 c.
- Стратегия структурной перестройки промышленности: Моногр. / А. Н. Алымов, Н. П. Гончарова, М. К. Михно, В. В. Лобанов, В. Н. Емченко; НАН Украины. Ин-т экономики. — К., 2001. — 194 c. — Библиогр.: с. 192.
- Динамизм развития производственного потенциала: Моногр. / А. Н. Алымов, Н. П. Гончарова, В. Н. Емченко, В. В. Лобанов, В. В. Микитенко; НАН Украины. Ин-т экономики. — К., 2003. — 202 c. — Библиогр.: 43 назв.

## Родина
Батьки — Алимов Микола Васильович та Алимова Євдокія Макарівна. Дружина — Ольга Амосовна. Сини: Володимир (1948 р. н.) та Сергій (1958 р. н.), кандидати економічних наук.